# Statue-menhir de Foumendouïre
La statue-menhir de Foumendouïre est une statue-menhir appartenant au groupe rouergat découverte à Cambon-et-Salvergues, dans le département de l'Hérault en France.

## Description
Elle a été découverte par M. Vernette en 1963 sur un plateau d'altitude près des sources de l'Agout. Elle a été gravée sur une dalle de granite d'origine locale mesurant 1,50 m de hauteur pour une largeur maximale de  0,75 m et une épaisseur de  0,13 m. C'est une statue-menhir masculine. Elle n'a pas de visage mais les bras, les mains, les jambes et les pieds sont représentés. Le personnage porte un vêtement, une ceinture avec boucle en forme de « nœud de papillon », un baudrier et « l'objet ». Sur la face postérieure, les crochets-omoplates sont bien visibles.
La statue est conservée dans les collections archéologiques du musée du Biterrois.